# Аденська колонія
Аденська колонія (англ. Colony of Aden или англ. Aden Colony) — колоніальне володіння Британської імперії на південно-західному краю Аравійського півострова. Аденська колонія до складу протекторату Аден не входила.

## Історія

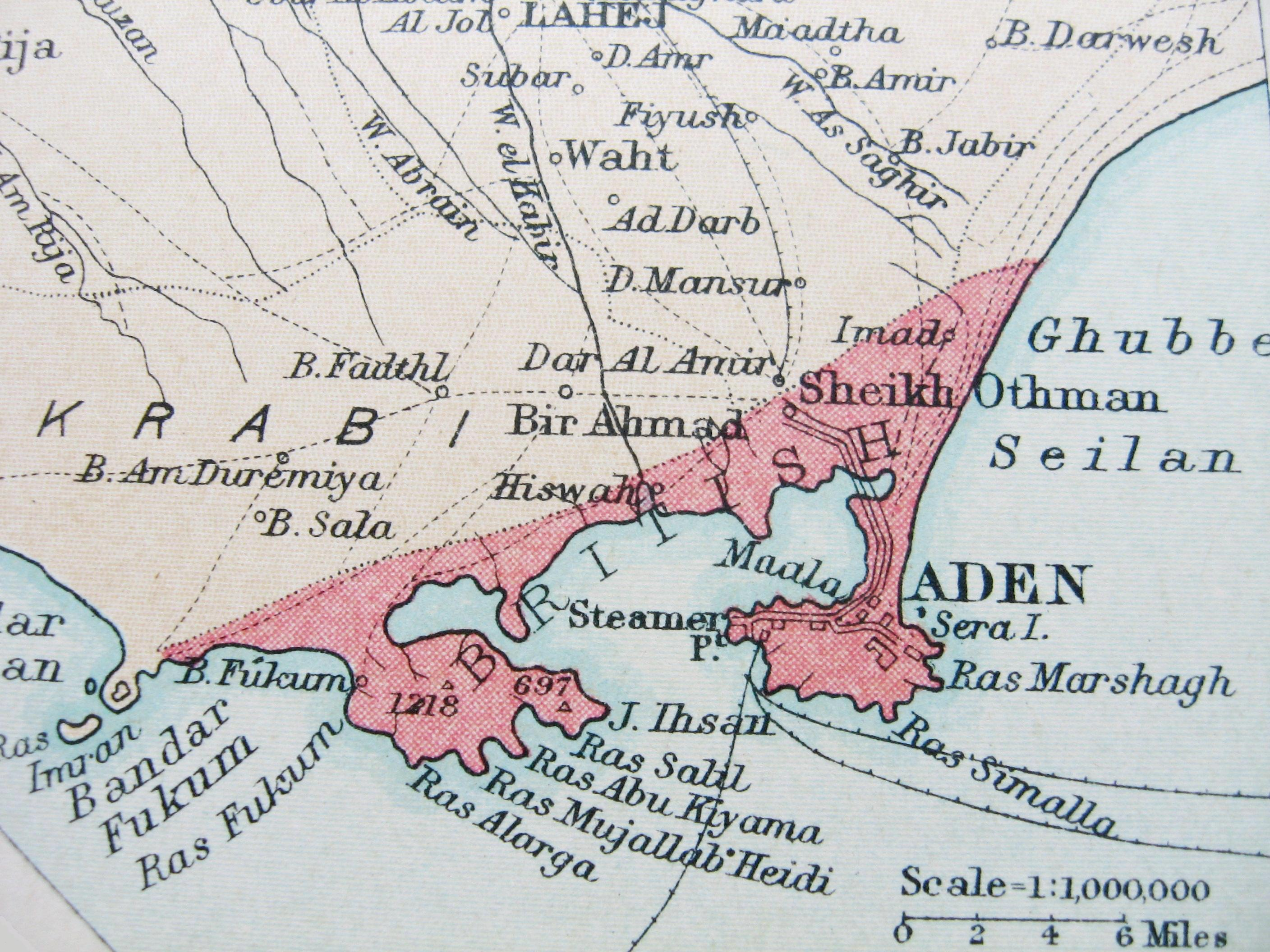
Карта британського колоніального Адена в 1922 році.

19 січня 1839 року війська Британської Ост-Індської компанії висадилися в Адені і захопили цей порт, припинивши піратські напади на слідуючи до Індії британські судна. Порт Аден з навколишніми землями був переданий Великій Британії місцевим султаном, і там утворилося Аденське поселення (англ. Aden Settlement), підпорядковане бомбейському президентству Британської Індії.

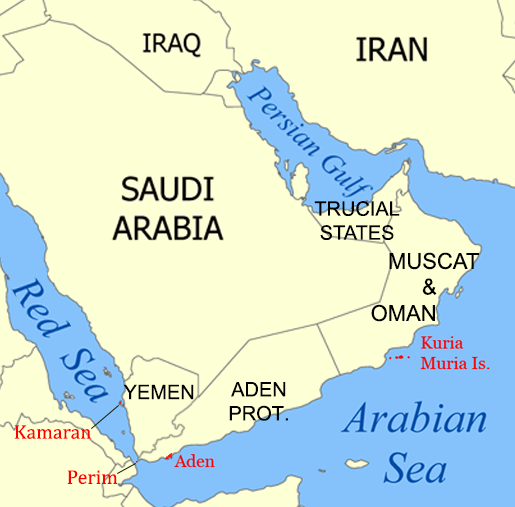
Аденська колонія (включаючи острови) з 1937 року.

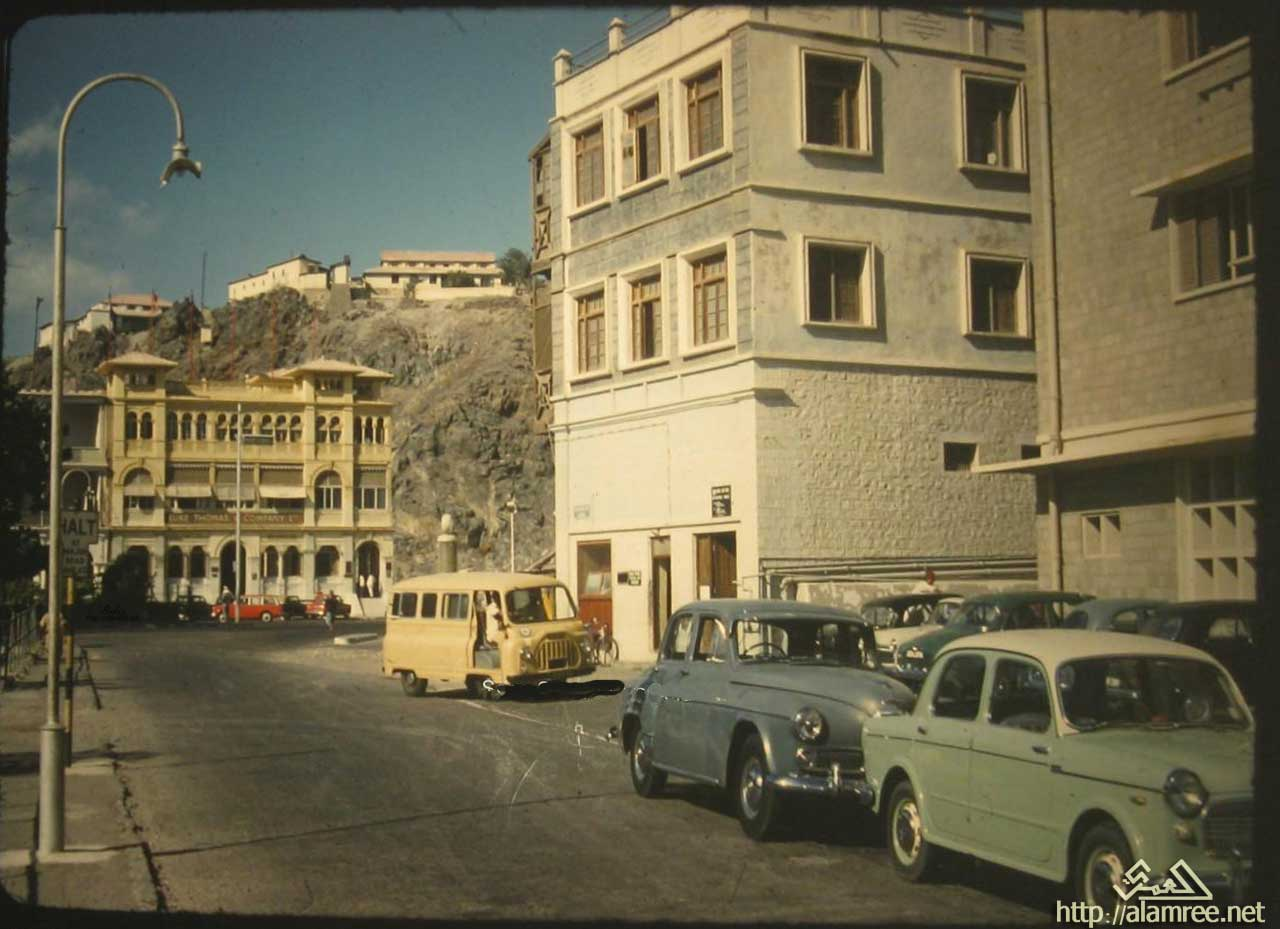
Аден, Тавахі. 1959 рік.

Після захоплення Адена англійці ввели реєстрацію народжень і смертей, але до 1969 року це ніяк не торкнулося інших районів країни. У Ємені не прийнято було знати дату свого народження і дату смерті. І тільки в 1969 році був виданий закон, що передбачав обов'язкову реєстрацію народжень і смертей по всій країні. Після цього Велика Британія почала поширювати свій вплив вглиб материка, де утворився Протекторат Аден. Адміністративно протекторат ділився на дві частини: Західний протекторат Аден - найбільше місто Лахдж (на північ від міста Аден) і Східний протекторат Аден - основний центр і порт ель-Мукалла.
Аденська колонія до складу протекторату не входила.
Аденське поселення, а пізніше Аденська колонія , також включала в себе відносно близькі острови Камаран (de facto), Перім (у Баб-ель-Мандебській протоці) і Курія-Мурія (біля узбережжя Оману).
- Острів Перім був повторно окупований Великою Британією і приєднаний до Аденської колонії в 1857 році.

- Острів Камаран був зайнятий прибулими з Адена англійськими військами під час Першої світової війни, в червні 1915 року. У 1923 році, після підписання Лозаннського мирного договору і розпаду Османської імперії, острів був підпорядкований адміністрації англійської колонії Аден.

- Султан Оману поступився Великій Британії островами Курія-Мурія в 1854 році. У 1937 році острови були приєднані до британської колонії Аден.

- Актом про уряд Індії 1935 року (набрав чинності 1 квітня 1937 року) Аден був виділений зі складу Британської Індії в окрему колонію.

- 18 січня 1963 року Колонія Аден увійшла до складу Федерації Південної Аравії як Штат Аден.

## Марки Аденської колонії
До 1937 року Аден використовував марки Британської Індії.

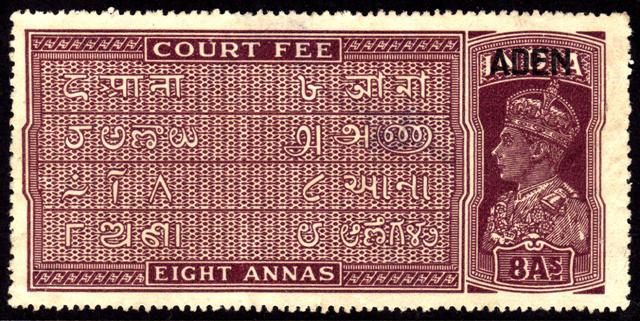
Марка Британської Індії для оплати судових зборів 1937 року з надпечаткою "ADEN" для використання в Адені, який щойно став окремою Аденською колонією.

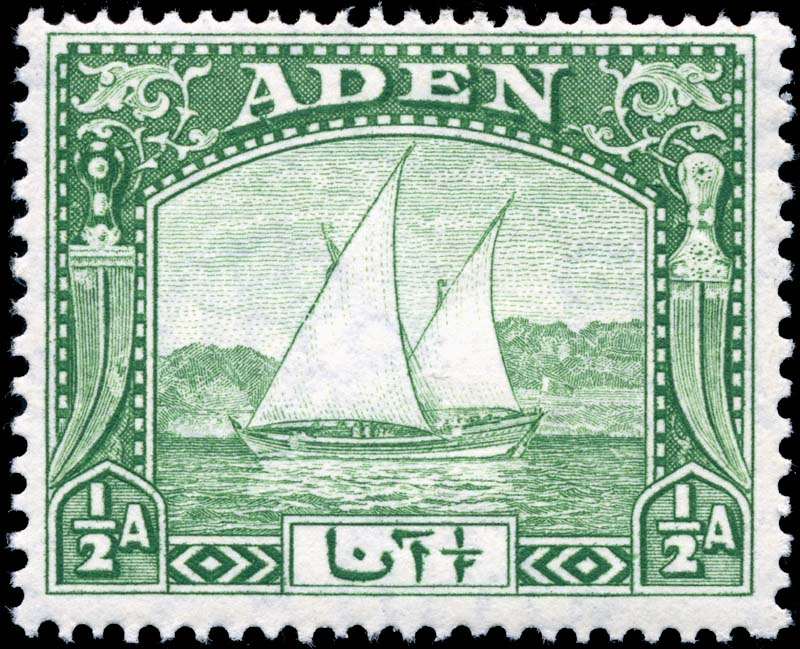
Марка Аденскої колонії 1937 року.

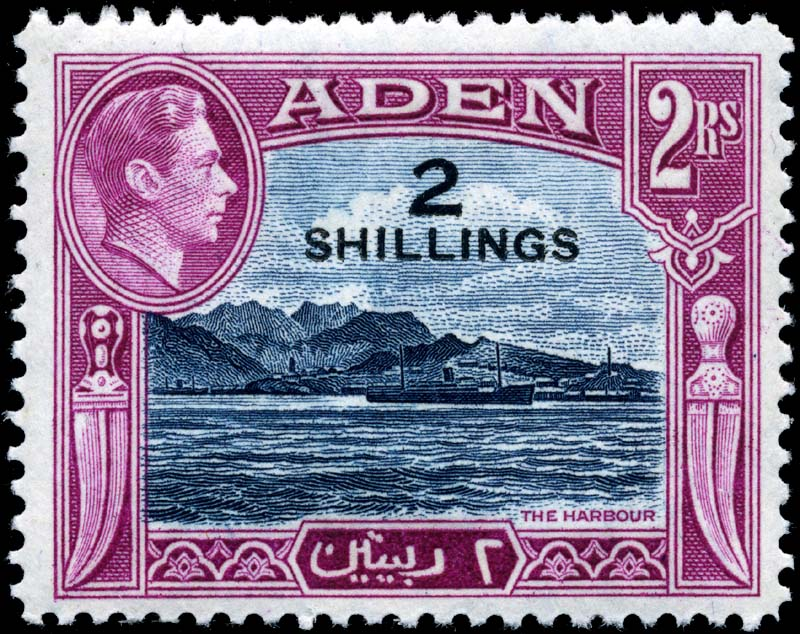
Марка Аденскої колонії 1951 року із зображенням пароплава, маяка і вулканічної гряди Кратера (Аден побудований біля кратера колишнього вулкана).